# 以色列憲兵
以色列國防軍憲兵隊（希伯来语：חֵיל הַמִּשְׁטָוָה הַצְּבָאִית）是以色列的軍警以及宪兵。
以色列憲兵队由一個約有4500人的旅所組成。该部队目前協助以色列國防軍的指揮官執行軍紀、看守軍事監獄、尋找逃兵、調查士兵所犯下的罪行以及守衛以色列國防軍的道路檢查站。
憲兵隊对紀律的要求较为严格，同时亦禁止士兵违反交通规则、服用毒品、酗酒、自殺和不當使用武器。